# おおさかカンヴァス推進事業
おおさかカンヴァス推進事業（おおさかカンヴァスすいしんじぎょう）とは、2010年（平成22年）より大阪府が行っている文化事業である。

## 概要
「おおさかカンヴァス推進事業」は、大阪のまち全体をアーティストの発表の場として「カンヴァス」に見立て、大阪の新たな都市魅力を創造・発信しようとするもの。公共空間とアートのコラボレーションによって、都市や地域の新たな魅力を発見、発信することと、アーティストが、アイデアと想いを実現できる機会を得ることを目的に、平成22年度から始まった。
前身事業は、木津川の護岸を活用して2009年夏に行われた「木津川ウォールペインティング2009」(11作品)。

## 開催概要
2010年度
- 23作品が公募によって選ばれ、木津川ウォールペインティング（過去11作品と追加5作品）も含め、大阪府内の様々な公共空間で発表・展示された（一部の作品は引き続き展示）。
- 公募期間：2010年6月7日～7月12日
- 展示期間：2011年3月12日～3月27日（一部作品に関しては延長）

2011年度
- 43作品が選考され、中之島、服部緑地、咲洲・コスモスクエア等のエリアを中心に開催。
- 公募期間：2011年6月6日～7月22日
- 展示期間：2011年10月22日〜2012年1月29日（一部作品に関しては延長）

2012年度
- 大阪市北区の中之島公園で10月に開催される「水都大阪フェス2012」での作品発表を中心に開催。
- 公募期間：2012年4月13日～5月28日
- 展示期間：2012年10月13日〜10月21日（一部作品に関しては延長）

2013年度
- 中之島GATEを舞台に開催。
- 公募期間：2013年5月10日～6月27日
- 展示期間：2013年10月11日〜10月20日

2014年度
- 御堂筋沿道（淀屋橋～本町）を舞台に開催。
- 公募期間：2014年5月9日～6月25日
- 展示期間：2014年10月9日〜10月11日

## 審査員
2010年度
- 建畠晢（国立国際美術館館長）
- 忽那裕樹（株式会社E−Design代表取締役）
- 谷口純弘（株式会社FM802プロデューサー|digmeoutプロデューサー）
- ヤノベケンジ（京都造形芸術大学教授、現代美術作家）

2011年度
- 建畠晢（京都市立芸術大学学長／埼玉県立近代美術館館長）
- 玉置泰紀（関西ウォーカー編集部 編集長）
- 忽那裕樹（株式会社E−Design代表取締役,ランドスケープ・デザイナー）
- 塩山諒（NPO法人スマイルスタイル代表）
- ヤノベケンジ（京都造形芸術大学教授／現代美術作家）

2012年度
- 建畠晢（京都市立芸術大学学長／埼玉県立近代美術館館長）
- 玉置泰紀（関西ウォーカー編集部 編集長）
- ヤノベケンジ（京都造形芸術大学教授／現代美術作家）
- 忽那裕樹（株式会社E−Design代表取締役,ランドスケープ・デザイナー）
- 塩山諒（NPO法人スマイルスタイル代表）

2013年度
- 建畠晢（京都市立芸術大学学長／埼玉県立近代美術館館長）
- 玉置泰紀（関西ウォーカー編集部 編集長）
- ヤノベケンジ（京都造形芸術大学教授／現代美術作家）
- 忽那裕樹（株式会社E−Design代表取締役,ランドスケープ・デザイナー）
- 塩山諒（NPO法人スマイルスタイル代表）

2014年度
- 建畠晢（京都市立芸術大学学長／埼玉県立近代美術館館長）
- 玉置泰紀（ウォーカー情報局　統括局長）
- ヤノベケンジ（現代美術作家/ウルトラファクトリー・ディレクター（京都造形芸術大学教授））
- 忽那裕樹（ランドスケープ・デザイナー）
- 塩山諒（sumasuta (NPO法人 スマイルスタイル)代表）

## 選考作品
2010年度
| 作品No. | 作品名                                     | 作者名                                               |
| ------- | ------------------------------------------ | ---------------------------------------------------- |
| No. 1   | 淀川前夜祭                                 | 淀川テクニック                                       |
| No. 2   | H.H.H.H.（ホーム、ホテルズ、秀吉、ハウス） | 加藤翼                                               |
| No. 3   | フラミンゴ畑                               | 酒谷星子                                             |
| No. 4   | b.Friends on the wall                      | b.（ビードット）                                     |
| No. 5   | どんどこ！巨大紙相撲 此花場所              | KOSUGE1-16 どんどこ!巨大紙相撲大阪此花場所実行委員   |
| No. 6   | Stain “Lightfall”                          | 藤井秀全                                             |
| No. 7   | B-PROJECT へそで投げろ                     | 永井英男                                             |
| No. 8   | ストレッチング・シティ Stretching City     | 原倫太郎                                             |
| No. 9   | 群衆浴場プロジェクト                       | 白石晃一                                             |
| No.10   | The Schoolchild Umbrella = 光の雨          | 西村正徳                                             |
| No.11   | PUZZLE PROJECT                             | 稲葉高志                                             |
| No.12   | intentional accident ／ 意図的な偶然       | 牛島光太郎                                           |
| No.13   | 夢のたね2010 osaka                         | 高橋匡太                                             |
| No.14   | 「AIR‐JACK」in 服部緑地公園                | 気流部                                               |
| No.15   | 環境感知器 「海風彦、陸風彦」              | 石松丈佳＆名古屋工業大学環境とデザイン（石松）研究室 |
| No.16   | 川の中から電車の音が聞こえる               | 山口良臣                                             |
| No.17   | signs of memory project 2010 声の道        | 原高史                                               |
| No.18   | E.T.D. OSAKA                               | アースコンテナ 谷川夏樹                              |
| No.19   | おおさかDNA                                | 西野達                                               |
| No.20   | ジャンボジェット                           | コルメナ（障害者自立支援法に基づく生活介護事業所）   |
| No.21   | イッテキマスNIPPONシリーズ“花子”           | Yotta Groove                                         |

2011年度
| 作品No.   | 作品名                                                                      | 作者名                                                 |
| --------- | --------------------------------------------------------------------------- | ------------------------------------------------------ |
| 特別 展示 | Sun Child                                                                   | ヤノベケンジ                                           |
| No. 1     | テレ金                                                                      | 金魚部                                                 |
| No. 2     | 銀河鉄道たちばな                                                            | 橘 宣行                                                |
| No. 3     | OSAKA BOARD GAME PARK                                                       | 関西大学都市設計研究室＋TOFU＋玉井悠嗣                 |
| No. 4     | ピクノポリス大阪                                                            | 東京ピクニッククラブ                                   |
| No. 5     | umbra                                                                       | 矢津吉隆×大喜多智裕                                    |
| No. 6     | 等身大の自画像プロジェクト                                                  | アトリエズガ ワークショップ部門                        |
| No. 7     | アジアン・アーツ・クロッシング・プロジェクト                                | 船場アートカフェ                                       |
| No. 8     | トラベル                                                                    | 横山 裕一                                              |
| No. 9     | CONE AND THE CITY PROJECT                                                   | CONE AND THE CITY PROJECT                              |
| No.10     | 山川冬樹と伊藤キムが合体して『山川キム』 になりました。ライブパフォーマンス | 山川冬樹と伊藤キムが合体して「山川キム」になりました。 |
| No.11     | AIR SPIRIT ～気流魂（キリュウダマ）                                         | R+気流部                                               |
| No.12     | Out of the Mercy                                                            | 足立 喜一朗                                            |
| No.13     | 簾想ー簾の中で巡る想いー                                                    | na㎥ⅰ7                                                 |
| No.14     | THE CLOUD TANK PROJECT                                                      | S.R.L(Survival Revival Laboratory)                     |
| No.15     | ワール・ド・タワー                                                          | 高橋 喜代史                                            |
| No.16     | 巨大∞プチプチ                                                               | 大平 剛＆大阪電気通信大学高見研究室                    |
| No.17     | ぬえのしっぽ                                                                | 山本 麻世                                              |
| No.18     | Bench=Benki                                                                 | Sakishima High School Art Mania                        |
| No.19     | Drops of Light                                                              | oxoxo [ゼロバイゼロ]                                   |
| No.20     | 飛龍2012                                                                    | 三橋 玄                                                |
| No.21     | 大阪マシーン                                                                | タムラサトル                                           |
| No.22     | ビリケン物語〜太郎とマリケン純情篇〜                                        | 京都精華大学 TMゼミ                                    |
| No.23     | ミライカメラ                                                                | ミライカメラ                                           |
| No.24     | パレットトラベル                                                            | ツムテンカク実行委員会                                 |
| No.25     | 怒れる巨大オヤジ                                                            | 株式会社人間                                           |
| No.26     | NAMURA 152P                                                                 | NPO法人Co.to.hana                                      |
| No.27     | 床書キ原寸                                                                  | 後藤 靖香                                              |
| No.28     | セルフ屋敷                                                                  | コタケマン                                             |
| No.29     | 空の器（そらのうつわ からのうつわ）                                         | 5020                                                   |
| No.30     | 明るい/暗い家 -大阪-                                                        | 佐藤 隼                                                |
| No.31     | “空間収集”の空間 -大阪、日本-                                               | 佐藤 隼                                                |
| No.32     | きのむかうところ                                                            | 伊原 セイチ                                            |
| No.33     | カンシカメラメカシ（仮題）                                                  | 飯島 浩二                                              |
| No.34     | エネルギー                                                                  | MOT8 Design Studio                                     |
| No.35     | 霧はれて光きたる春                                                          | ハナムラ チカヒロ                                      |
| No.36     | 『私のバスはどこですか？』                                                  | TOMIMOTRAVEL                                           |
| No.37     | 突撃熊五郎一家 胸ドキ放送局                                                 | 大西 治・大西 雅子                                     |
| No.38     | 水の旅人                                                                    | 石田 真吾                                              |
| No.39     | おいしい街（おおさか）                                                      | Sakishima High School Art Mania                        |
| No.40     | 五色雲に散蓮                                                                | 袖岡 千佳                                              |
| No.41     | 川で川を描く大阪の自画像                                                    | 蓮沼 昌宏                                              |
| No.42     | 四神                                                                        | 菩須彦団                                               |
| No.43     | おおさかDNA                                                                 | 西野 達                                                |

2011年度協賛作品
| 作品No. | 作品名                                   | 作者名               |
| ------- | ---------------------------------------- | -------------------- |
| A-1     | 中之島発電所                             | スナックその         |
| A-2     | 服部緑地発電所                           | スナックその         |
| B       | CO2メガネ                                | 宮崎宏康             |
| C       | フキだし project in 大阪                 | 松村忠寿             |
| D       | JUG JUG MANDARA YIN/JUG JUG MANDARA YANG | 熊谷 信夫            |
| E       | お皿プロジェクトin服部緑地               | 加藤可奈衛・本多紀朗 |

2012年度
| 作品No. | 作品名                            | 作者名                                       |
| ------- | --------------------------------- | -------------------------------------------- |
| No. 1   | 輪唱の◯                           | つちやあゆみ                                 |
| No. 2   | GREEN to CLEAN                    | NANIWAZA（ナニワザ）                         |
| No. 3   | 中之島ホテル                      | 西野 達                                      |
| No. 4   | 四十七人のオバチャーン            | プロジェクトオバチャーン                     |
| No. 5   | グラサンパンダを探せ!!            | 真鍋 珠実                                    |
| No. 6   | ミンハメグリ                      | 谷澤 紗和子                                  |
| No. 7   | 案内嬢プロジェクト・大阪編        | やなぎみわ                                   |
| No. 8   | 大きな本〜人がまちを読む風景〜    | 千里グッズの会＋大阪大学建築・都市計画論領域 |
| No. 9   | My Own Osaka（私自身の大阪）      | m.y.city                                     |
| No.10   | 若林 １００年ブランコ             | 淀川テクニック                               |
| No.11   | イッテキマスNIPPONシリーズ "花子" | Yotta Groove                                 |

2013年度
| 作品No. | 作品名           | 作者名   |
| ------- | ---------------- | -------- |
| No. 1   | MuDA特区         | MuDA     |
| No. 2   | ミラーボールカー | 西野 達  |
| No. 3   | 大小便小僧       | NANIWAZA |

2014年度
| 作品No. | 作品名                                             | 作者名                            |
| ------- | -------------------------------------------------- | --------------------------------- |
| No. 1   | 御堂筋ビルボーディング                             | 立命館大学･スタジオデザイン研究室 |
| No. 2   | 浪花文化そろい踏み影絵                             | LEM空間工房                       |
| No. 3   | ふたたびアイツがやってきた!グラサンパンダを探せ!!2 | 真鍋 珠実                         |
| No. 4   | ダンボールロボット                                 | 大阪市立東淀工業高等学校          |
| No. 5   | 影向-ようごう-                                     | 北村 章                           |
| No. 6   | 幸せの黄色い椅子展2014                             | まちデコール実行委員会            |

## エピソード
- 予算的には大阪府の緊急雇用創出事業として実施されている事業であり、このような形態で行われる現代芸術系文化事業は2010年度時点において全国的にも例を見ない。なお、当事業における雇用者はアート作品の実制作にも直接関わっている。
- 2010年度の会期前日である2011年3月11日に東北地方太平洋沖地震が発生。3月12日に大阪府咲洲庁舎で予定されていたオープニングセレモニーが中止されたほか、いくつかの作品展示も中止・延期された。